# Аванти (царство)
Ава́нти (санскр. अवन्ति) — древнеиндийское государство (джанапада), существовавшее в середине I тысячелетия до н. э. на территории региона Малва в Северной Индии (современный штат Мадхья-Прадеш). Являлось одним из четырёх крупнейших североиндийских государств (наряду с государствами Ватса, Магадха и Кошала).
Согласно буддийскому тексту Ангуттара Никая, в VI веке до н. э. Аванти была одной из 16 махаджанапад. Традиция связывает происхождение названия государства с кшатрийским кланом Ядавов. Горный массив Виндхья делил Аванти на две части: северную (столицей которой был город Удджайн), и южную (центром которой был Махешвар (Махишмати)). По территории Аванти проходили торговые пути, связывавшие побережье Аравийского моря с долиной Ганга и областями Декана.
Жители этого региона упоминаются в Удьйогапарве (19.24) «Махабхараты» как махавала (очень сильные). В «Вишну-пуране» (II.3), «Бхагавата-пуране» (XII.I.36) и «Брахма-пуране» (XIX.17) Аванти ассоциируется с малавами, регионом Саураштра, абхирами, сурами, карушами и арбудами. В этих текстах описывается, что махавалы обитали вдоль гор Париятра (или Парипатра, западная часть горного массива Виндхья).
Аванти играло заметную роль в политической жизни Индии V—IV веков до н. э.; в буддийских легендах содержится упоминание о царе Аванти Чадре Прадьоте, заключившем союз с Удаяной, правителем города Каушамби в государстве Ватса. Посольство Чадры Прадьоты во главе с Каттьяной посетило Будду и по возвращении обратило своего царя в буддизм. Государство стало одним из центров распространения буддизма. С Аванти связывают происхождение одной из школ буддизма хинаяны, возводимой к Каттьяне; в этой школе особое внимание уделялось эзотерике и грамматике, а монашеские правила содержали ряд особенностей, будто бы санкционированных самим Буддой.
В IV веке до н. э. царство было завоёвано Чандрагуптой и стало частью империи Маурьев. В Удджайне находилась резиденция царевича, являвшегося наместником провинции. С VIII—X веков земли бывшего государства Аванта обычно называли Малва — по кшатрийскому клану Малавов.